# Torkmanchay
Torkmanchay, även Torkamanchay eller Turkmanchay, (persiska: ترکمانچای; sydazerbajdzjanska: تورکمنچای), är en ort i nordvästra Iran. Den ligger 400 km nordväst om huvudstaden Teheran, i provinsen Östazarbaijan. Torkmanchay är huvudort i distriktet Torkmanchay, i Mianeh shahrestan.
Här slöts fredsfördraget mellan Persien (nuvarande Iran) och Ryssland efter det andra rysk-persiska kriget 1826–1828.